# 9999 Wiles
9999 Wiles è un asteroide della fascia principale. Scoperto nel 1973, presenta un'orbita caratterizzata da un semiasse maggiore pari a 2,8388278 UA e da un'eccentricità di 0,0705333, inclinata di 3,19955° rispetto all'eclittica.
Dal 2 aprile al 4 maggio 1999, quando 10233 Le Creusot ricevette la denominazione ufficiale, è stato l'asteroide denominato con il più alto numero ordinale. Prima della sua denominazione, il primato era di 9674 Slovenija.
L'asteroide è dedicato al matematico britannico Andrew Wiles.